# Kövi Szűz Mária-plébániatemplom
A Kövi Szűz Mária-plébániatemplom Óbuda főplébániájához tartozó római katolikus templom Budapest III. kerületében, a Szentendrei úton Kaszásdűlőn. A kerület kisebb templomai közé tartozik.
A templom a Szentendrére közlekedő H5-ös HÉV, illetve a 34-es, 106-os buszok Kaszásdűlő megállóhelyénél található, bejárata akadálymentesített, kerekesszékkel is megközelíthető. Plébániája a HÉV Filatorigát megállóhelyétől érhető el a legegyszerűbben.

## Története

### Kápolnaként
1811-ben a Duna egyik áradása egy Mária-képet sodort a partra a mai Kaszásdűlő közelében, amire egy óbudai kőfaragó mester, Bauer Jakab talált rá. A képet az Aquincumba vezető római vízvezeték megmaradt pilléreinek egyikére erősítette, ennélfogva a kőtömbre rövidesen ráragadt a "Máriakő" (Mária am Stein) elnevezés. 1843-ban megújították a Segítő Szűz Máriát ábrázoló kegykép vasrácsos tartóládáját, amely megvédte az időjárás viszontagságaitól. A képre a következő években került gót betűs német nyelvű felirat, melynek szövege „Siehe Mensch und besuche Maria auf den Stein, komm zu mir in allen Nöthen und ich will euer Trost sein. 1845” volt.

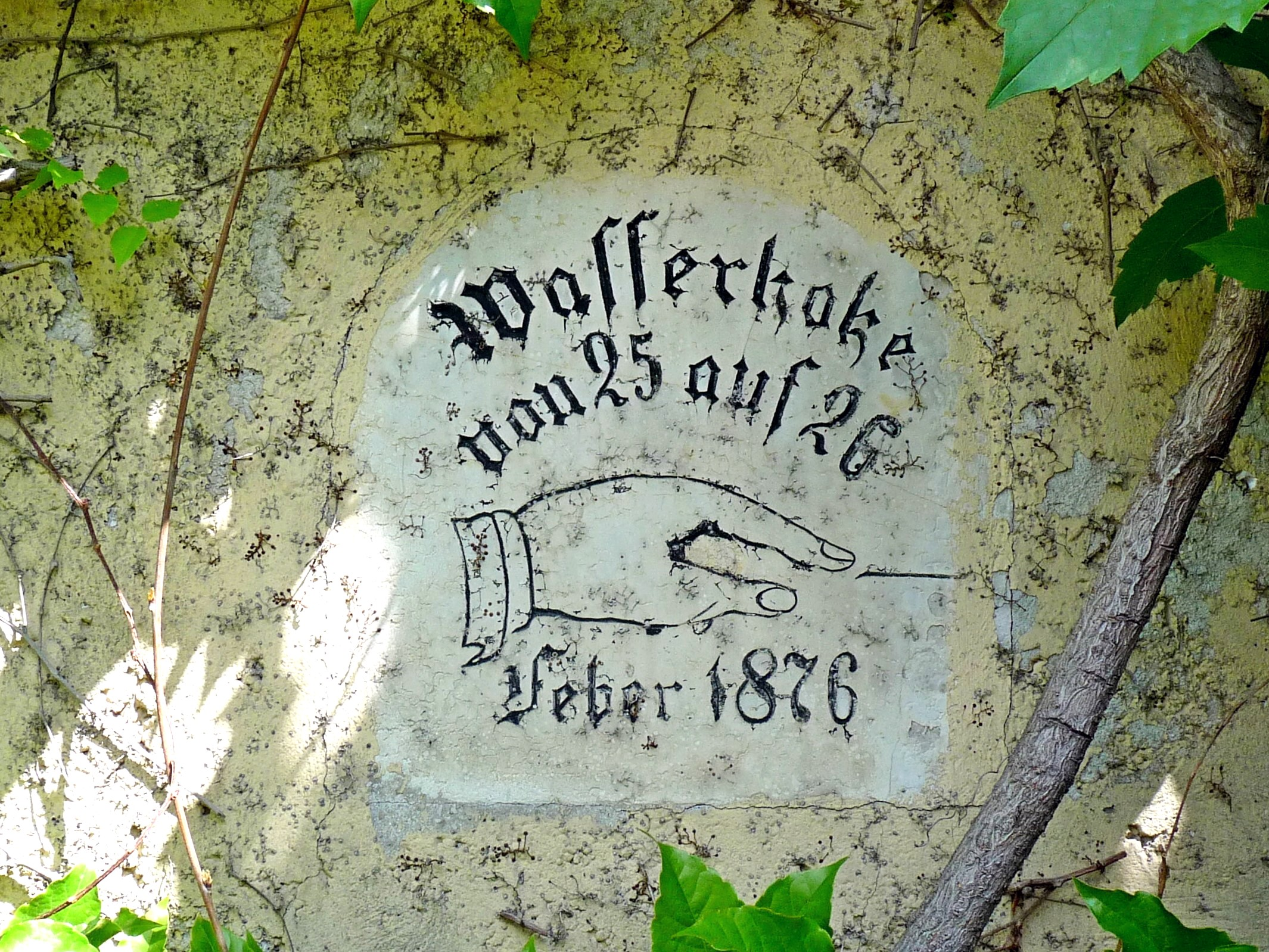
Az 1876-os árvíz vízszintjét jelző felirat a templom falán

1865-ben neoromán stílusú, egyhajós, a kor divatjának megfelelően színes üvegablakokkal ellátott kápolna épült a kegykép köré, amit a környékbeliek Mária-kő kápolna néven kezdtek emlegetni; kivitelezője Ziegler József építőmester volt. 1876-ban nagy árvíz öntötte el a környéket, a vízszint magassága elérte a kápolna bejárati kapuját is. Ezekben az évtizedekben a kápolnában még csak alkalmilag mutattak be szentmiséket, amelyek 1921-től váltak rendszeressé, miután zsindelyfedésű, fatornácot emeltek a bejárat elé, ami védte a híveket az időjárás viszontagságaitól.
Pár éven belül közkedvelt zarándokhely alakult itt ki, ami miatt a kápolna kezdett kicsinek bizonyulni. 1930 nyarán ezért elkezdték a kápolnahajó déli irányú bővítését, amit még abban az évben, szeptember 8-án, Kisasszony napján fel is szentelt Mészáros János érseki helytartó, pápai prelátus. Még ugyanabban az évben sekrestyéje is épült, tornyos főhomlokzata elé pedig műkőből készült oszlopos portikuszt emeltek. A főváros engedélye 800 férőhelyes nagyságig való bővítésről szólt, de a tényleges bővítés ennél kisebb mértékű lett.
A kerületet érintő különféle XX. századi városfejlesztési elképzelések miatt a templom fennmaradása többször került veszélybe: a Szentendrei út szélesítésekor, a HÉV vonalvezetésének módosításakor is szóba jött a lebontása és valamivel távolabb történő újbóli felépítése, illetve az a megoldás is felmerült, hogy az épületet arrébb tolják. Végül aztán egyik verzió sem valósulhatott meg, mert a Műemlékvédelmi Bizottság sem az eltolását, sem a lebontását nem engedte, arra hivatkozva, hogy az alapok római kori kövekből épültek. A Mária-kő viszont ma már nem az eredeti helyén áll, 1932-ben ugyanis vita alakult ki két fővárosi bizottság között a forgalmi fejlesztéseket akadályozó kő sorsáról, mígnem Peisz Lajos – a templom első lelkésze – szövetkezett az egyik bizottsággal és egy éjszaka elfűrészelték a rompillér köveit, majd az egészet kb. 10 méterrel odébb vitték. A Mária-kő ma is ez utóbbi helyen áll.

### Plébániaként
A lelkész 1933. március 18-án kérvényezte a hercegprímásnál, hogy a templom egyházközségi rangra emelkedhessen. Első lépésként, 1936-ban önálló lelkészséggé nyilvánították a kápolnát, „Mária-kő lelkészség" néven, majd a következő évben lehetővé vált itt a keresztelés is. 1938-ban a kápolna nevét már „Kövi Mária” alakban is említették, ebben az évben alakultak ugyanitt az első egyházi egyesületek. 1942. szeptember 1-jén pedig a plébániai rangot is megkapta a templom Serédi Jusztinián hercegprímástól, Szűz Mária Szíve titulussal.
A plébánia határai ebben az évben akként lettek kijelölve, hogy északon a határvonal a Keled út és az esztergomi vasútvonal volt, nyugaton a Pomázi út, Bécsi út és Vörösvári út a Hévízi útig, délen a Hévízi út, Veder utca, Ferenc utca, Raktár utca, Miklós tér és Sorompó utca, keleten pedig a hajógyári Duna-ág középvonala, a Gázgyár melletti vasútvonal a Záhony utcáig, a Záhony utca és a Szentendrei út a Keled útig. A templom felszentelésére 1943 januárjában került sor, kegyura Budapest főváros lett, első plébánosának pedig az addigi lelkészt, Peisz Lajost nevezték ki. A templom búcsúnapja Mária nevének ünnepe, szeptember 12. lett.
A második világháború befejezése után Peisz Lajost „málenkij robotra” hurcolták el, távolléte hónapjaiban helyettese Dörnyei Vilmos addigi káplán lett. A háborúban a templomot csak kevés épületkár érte – ezeket rövid időn belül rendbe hozták –, felszerelése pedig hiánytalanul megmaradt. 1947-ben nagyobb felújításon esett át a templom, ugyanekkor a Szűz Mária-képet is restaurálták. Peisz Lajos 1957-ben budapesti érseki általános helytartói kinevezést kapott, majd 1958. januárban mesterkanonok lett, helyére így, mint megbízott plébános, Lehotay Imre lépett; ezekben az években Dobszay László zenetörténész volt a templom egyik kántora.
Fennállásának százéves évfordulójára a plébániatemplomot 1965-ben kívül-belül renoválták, a talajvíz miatti foltosodások megakadályozására a templomfalakon olajlábazat készült, a szentély Szúz Mária-képét pedig restaurálták és a keretét is újraaranyozták. Peisz Lajos a munkák befejezését már nem érte meg, ugyanis 1965. február 19-én elhunyt; a felújítás befejezését Lehotay Imre vezényelte le. A felújított templom újbóli megáldását Swartz-Eggenhofer Artúr esztergomi apostoli adminisztrátor végezte. Ugyanebben az évben Mária-kőnél lévő képet – amelyről kiderült, hogy már nem lehet restauráltatni, miután több mint 100 évet állt a tűző napnak kitéve – levették a kőről és üveg alatt a templomban helyezték el. A Mária-kövön ekkor egy másolatot helyeztek el, melyet a Szépművészeti Múzeum készíttetett.

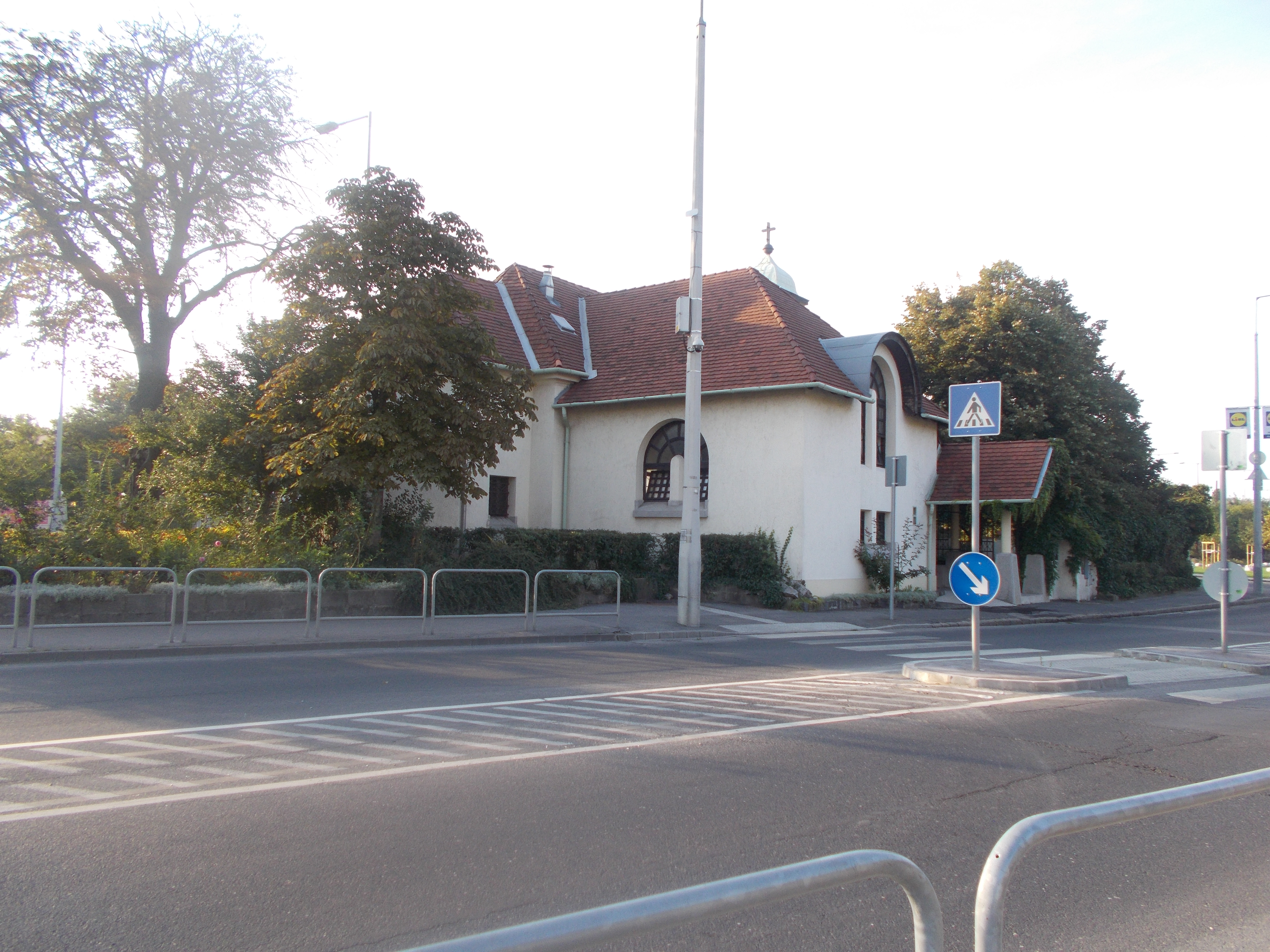
A templom a Szentendrei úti felüljáró felől

A magyar nyelvű szentmisézést az addigi latin nyelvű szentmisék helyett 1971. január 1-jétől vezették be a templomban, a második vatikáni zsinat rendelkezéseinek megfelelően. Lehotay Imre 1980. június 16-án történt halála után a harmadik plébános augusztus 1-jétől Vigassy Mihály lett, aki már a következő évben életre hívta Rostetter Szilveszter kántorral közösen a Kövi Kórust, mely azóta is közreműködik a templom ünnepein. 1982. január 1-jétől kapott engedélyt a plébánia arra, hogy a templom falain kívül is végezhessen hitoktatást; ugyanettől kezdve engedélyezte az esztergomi főhatóság a „Kövi Szűz Mária” elnevezés használatát a plébánia és az egyházközség megjelölésére, és ebben az évben alakították át az oltárt szembemiséző oltárrá. Az 1980-as évek második felében a templomhoz kis toldaléképület épült és a berendezés egy része is megújult, ezeket 1989. szeptember 10-én, a templom búcsú miséjén áldotta meg Paskai László bíboros.
A plébánia heti hírlevele 1991-ben indult meg, ugyanekkor jött létre a Kövi Szűz Mária Szociális, Karitatív és Ifjúságvédelmi Alapítvány, a plébánia munkájának és az ott folyó közösségi életnek a támogatására. 1992-ben, a plébániai rang elnyerésének fél évszázados évfordulójára jubileumi kiadvány és templomtörténeti kiállítás készült. 1996-ban született meg az egyházközség első honlapja, 1999-ben pedig a Nemzeti Kulturális Örökség Minisztériumának határozata alapján a Szentendrei út 69-71. szám alatti plébániaépület is a Kövi Szűz Mária Egyházközség tulajdonába került át.
2002-ben újabb plébánosváltás következett, Vigassy Mihályt tíz évre Pál Ferenc („Feri atya”) váltotta, aki a templom történetének negyedik plébánosa lett. A népszerű és az emberek lelkét könnyen megszólító fiatal pap, mentálhigiénés szakember működése idején a korábbi közösségi élet még pezsgőbbé vált, a miséket látogató hívek száma is megnőtt. Az ő plébánosi ideje alatt zajlott le a kegykép újabb restaurálása, 2005-ben, ekkor a munkát végző szakember, Tremmelné Hudik Katalin festő-restaurátor 1800-ra datálta a festmény keletkezését, az alkotó szignóját „Paulus”-ként olvasta ki. A következő évben férfikórus is alakult a templomban, Schola kórus néven, Sándor Bence vezetésével.
2011 nyarán Zsiga Péter lett a templom következő plébánosa, akinek kezdeményezésére a következő évben megtörtént a Mária-kő alatt elszemetesedett környékének rendezése; az évtizedek alatt megsemmisült kegykép-másolat helyett egy mozaik-másolat került a restaurált fémrácsos szekrénybe. A mozaikképet sajnálatos módon újabb egy évvel később, 2013-ban ellopták; ezt követően a kegykép keretezett fotómásolata került a Mária-kőhöz.

## Berendezése
- Oltára Markolt György szobrászművész műve, mely 1999-ben készült, és egy feketekőris uszadék törzsre ültetett hársfa hullámokból, illetve mensából áll. Szintén Markolt György alkotása a kegyképet tartó, ugyancsak hullámokat idéző hársfa-keretezés is.
- Galamb alakot formázó, viszonylag modern kiképzésű, hársfából faragott ambója ugyancsak Markolt György alkotása.
- Bronztetős keresztelőkútja és mellette található, falból kiálló, kagyló kiképzésű szenteltvíztartó a templom legrégebbi berendezési tárgyai közé tartozik, piszkei vörös mészkőből készült.
- Szobrait és kálváriastációit Máriahegyi–Miereisz János szobrászművész készítette gipszből.
- A templom oldala mellett álló piszkei kemény mészkő feszület eredetileg a templom főbejáratával szemben helyezkedett el, 1873-ban egy környékbeli család adományozta a kápolnának.
- A déli, főbejárati homlokzat jobb oldalán kőtábla emlékeztet az 1876-os árvízre, amely az akkori kápolna bejáratáig ért.
- A déli homlokzaton két relief is található, egyik a Szentháromságot ábrázolta, míg a másik Szent Istvánt ábrázolja, ez utóbbit 1938-ban adományozta egy hívő az első magyar király halálának 900 éves évfordulója tiszteletére.
- A templomban két harang található, mindkettő 1922-ben készült el, Szlezák László harangöntő mester műhelyében. A nagyobbik 55 cm átmérőjű, 94 kg-os; felirata: Magyarok Nagyasszonya, könyörögj megcsonkított hazánkért. A kisebb harang átmérője 43 cm, 45 kg-os; felirata: Szent József, könyörögj e helyen lelki üdvösséget kereső lelkekért. Mindkettőt ma is kézi erővel szólaltatják meg.
- Az első harmónium 1933-ban került a kápolnába, ezt 1947-ben cserélték egy nagyobb méretű hangszerre. 1978 óta villanyorgona működik a templomban, 2003-ban pedig egy kétmanuálos elektromos orgonát helyeztek itt üzembe.
- Tölgyfa padsorai 1985-ben létesültek, László Tamás építész tervei alapján; a szentélyben található tölgy- és fenyőfa székek Pottyondy Péter tervei alapján valósultak meg néhány évvel később.
- Keményfa fedlapos perselyeit kemény mészkőből faragták, Pottyondy Péter tervei alapján készültek.
- Csónak alakú tabernákuluma Lipovszky-Drescher Mária ötlete alapján hársfából készült 2005-ben, Keresztes László szobrász–farestaurátor műve.

## A templom papjai
- 1942–1965:	Peisz Lajos
- 1965–1980:	Lehotay Imre
- 1980–2002:	Vigassy Mihály
- 2002–2011:	Pál Ferenc
- 2011–2019:	Zsiga Péter
- 2019–2020:	Szőke Lajos[1]
- 2020–	 Szili András